# Półwysep Kornwalijski
Półwysep Kornwalijski (ang. Cornwall Peninsula, South West Peninsula) – półwysep w południowo-zachodniej Anglii (Wielka Brytania), położony pomiędzy Morzem Celtyckim i Kanałem Bristolskim na północy, a kanałem La Manche na południu. Ma długość ok. 250 km i szerokość do 100 km. Na zachodzie zakończony jest przylądkami Land’s End i Lizard Point. Jego nazwa pochodzi od Kornwali, krainy geograficzno-historycznej.
Linia brzegowa jest bardzo urozmaicona. Południowe wybrzeże jest typu riasowego. Wnętrze półwyspu zajmują zbudowane z odpornych skał granitowych i piaskowych, kopulaste wzniesienia – Dartmoor i Exmoor (do 621 m n.p.m., High Willhays), pokryte wrzosowiskami i torfowiskami. Występujące obniżenia zbudowane są ze skał o mniejszej odporności, bardziej podatnych na wietrzenie i erozję. Półwysep leży w strefie klimatu umiarkowanego morskiego.
Półwysep Kornwalijski jest obszarem rolniczo-hodowlanym, ponad 60% zajmują pastwiska, większe skupiska ludności występują na południowym wybrzeżu, stanowiącym ważny region turystyczny, występują tu liczne kąpieliska (tzw. Cornish Riviera).
Dwa parki narodowe: Dartmoor i Exmoor.
Główne miasta: Plymouth, Truro, Torquay, Exeter.